# Irene Prador
Irene Prador (Viena, Austria, 16 de julio de 1911 - Berlín, Alemania, 8 de julio de 1996) fue una actriz, escritora y cantante austríaca de larga carrera en Alemania.

## Biografía
Prador fue hija del doctor Alfred Peiser y la actriz Rose Lissmann y hermana de la actriz Lilli Palmer. 
Emigró a Francia en 1933 por el ascenso del nazismo y trabajó en varios cabarés parisimos. Trabajó en cine y teatro en Inglaterra, Estados Unidos y Alemania.
Actuó en numerosas series de televisión británicas y en la BBC.

## Filmografía
- 1992: Lovejoy
- 1987: Treacle
- 1981: Mit dem Wind nach Westen (Night Crossing)
- 1978:  Holocausto
- 1976: Die Braut des Satans (To the Devil a Daughter)
- 1975: Die Zuflucht (The Hiding Place)
- 1972: Crown Court
- 1969: A Nice Girl Like Me
- 1962: Simon Templar
- 1961: Das Geheimnis der gelben Narzissen
- 1959: Der Tod hat Verspätung
- 1958: Der Schnorchel
- 1952: Something Money Can't Buy
- 1950: Lilli Marlene
- 1950: The Compelled People
- 1939: Rake’s Progress
- 1937: Ad Lib
- 1937: Let’s Make a Night of It